# Dario Resta
Dario Raoul Resta, detto Dolly (Faenza, 19 agosto 1882 – Weybridge, 2 settembre 1924), è stato un pilota automobilistico italiano, naturalizzato britannico e poi statunitense.
Spostatosi con la famiglia in Inghilterra nel 1884, cominciò a correre nel 1907 e vinse l'edizione del 1916 della 500 miglia di Indianapolis.

## Biografia

### Dagli esordi al 1918

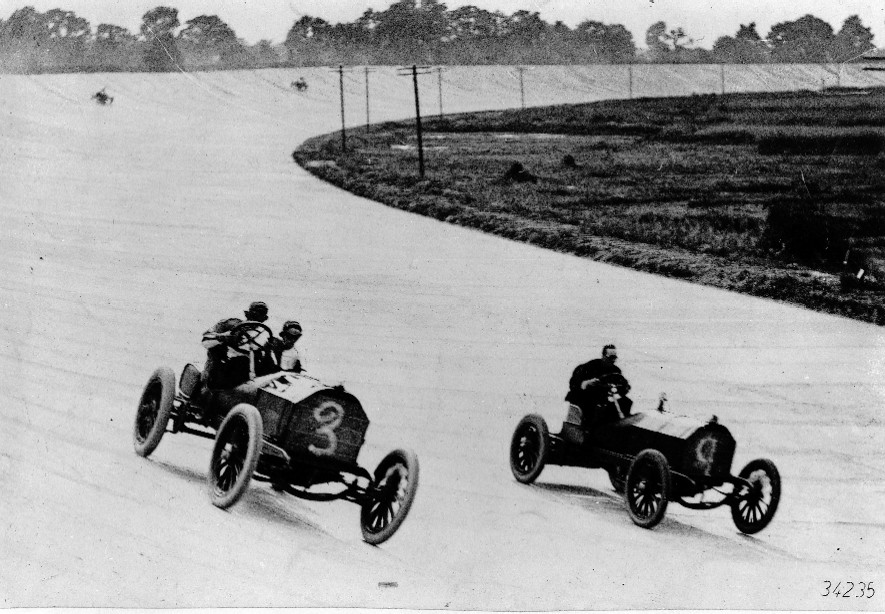
Gran Premio di Francia, 5 agosto 1907, Dario Resta sulla vettura nº 3 precede J. E. Hutton sulla nº 9

Prese parte alla prima Montagu Cup sul circuito di Brooklands. Nel 1913 partecipò al Gran Premio di Francia.
Nel 1915 si trasferì negli Stati Uniti per correre con Alphonse Kaufman, un importatore in America della Peugeot. A febbraio lui vinse il Gran premio degli Stati Uniti a San Francisco; seguì la prima vittoria della Coppa Vanderbilt. Nella Indianapolis 500 di quell'anno, finì secondo dietro Ralph De Palma per un extra cambio gomme. Vinse, sempre con la Peugeot, l'inaugurale 500 miglia della board track di Chicago il 26 giugno 1915. Alla corsa furono dedicate diciotto pagine del numero della rivista Motor Age del 1º luglio 1915.
L'anno seguente, vinse il American Championship car racing, la Vanderbilt Cup, la Indianapolis 500, la Chicago 300, la Minneapolis 150 e l'Omaha 150.
Dopo la prima guerra mondiale, nel 1918, Resta guidò sempre una Peugeot a Sheepshead Bay, Brooklyn, un evento minore con solamente una manciata di partecipanti. Il suo impegno sportivo si fermò in quel periodo; preferì trasferirisi con la famiglia a Bakersfield, in California, e realizzò un circuito a Buttonwillow, oggi ancora frequentato dagli amatori.

### Gli anni del ritorno alle corse
Nel 1923 Resta ritornò a correre, quarantunenne, a Beverly Hills in California. Fece un nuovo tentativo alla Indy500, ma si ritirò dopo 225 miglia. In Europa, Resta finì terzo nel Gran Premio del Penya Rhin, e vinse il Gran Premio di Spagna nella classe voiturette. Nel 1924 corse per la casa Sunbeam con Henry Segrave e Kenelm Lee Guinness.

### La morte
Dario Resta fu protagonista di un fatale incidente nel 1924, all'età di quarantadue anni, in un tentativo di record di velocità a Brooklands. Guidava una Sunbeam quando una cintura di sicurezza sulla sua macchina si ruppe forando col gancio di metallo uno pneumatico, facendogli perdere il controllo. Morì poco dopo esser arrivato nel non più esistente ospedale di Weybridge.
Nell'incidente rimase ferito il suo meccanico, Bill Perkins, in auto con lui. Perkins avrebbe dovuto partecipare al Gran Premio di San Sebastián alcuni settimane più tardi come meccanico di Guinness; al suo posto partecipò Tom Barrett. Guinness incappò in un incidente molto serio nel quale rimase ucciso Barrett. Questo incidente condusse alla fine dell'usanza di portare in gara meccanici a bordo delle vetture.